# Methanopyrus
Methanopyrus és un gènere de microorganismes metanògens del domini taxonòmic Archaea. Comprèn una única espècie descrita, M. kandleri. És un hipertermòfil descobert a les parets d'una font hidrotermal al Golf de Califòrnia a una profunditat de 2000 m i a temperatures de 84-110 °C. Viu en un ambient ric en hidrogen i diòxid de carboni i com altres metanògens redueix aquests compostos a metà. Es classifica en el filum Euryarchaeota en la eva pròpia classe.